# Håkan Mild
Håkan Mild (* 14. Juni 1971 in Trollhättan) ist ein ehemaliger schwedischer Fußballspieler.

## Laufbahn

### Debüt im Profifußball
Mild spielte in der Jugend bei Trollhättans FK in seiner Heimatstadt. 1988 wechselte er zum IFK Göteborg, wo er zunächst in der Jugendabteilung zum Einsatz kam. Seinen ersten Einsatz in der Profimannschaft absolvierte er im September 1988 bei einem Freundschaftsspiel gegen IF Elfsborg. Es dauerte noch einmal ein dreiviertel Jahr, ehe er sein Pflichtspieldebüt feiern konnte: Am 27. Juli 1989 wurde er im Erstligaspiel gegen Halmstads BK eingewechselt.

### Erfolge mit IFK Göteborg
1990 hatte Mild sich endgültig einen Stammplatz erkämpft und konnte im selben Jahr seinen ersten schwedischen Meistertitel feiern. Im folgenden Jahr gelang sogar das Double, als zusätzlich zum ersten Platz in der Allsvenskan im Finalspiel um den Svenska Cupen AIK Solna mit 3:2 besiegt werden konnte.
Mild wurde in die schwedische Auswahl für die Olympischen Spiele 1992 berufen, wo er alle vier Partien absolvierte. In der UEFA Champions League 1992/93 bestritt er alle zehn Spiele für den IFK Göteborg, der in der Gruppenphase als Zweiter am AC Mailand scheiterte. 1993 wurde er ein drittes Mal mit dem Klub schwedischer Meister.

### In die Schweiz und zurück
1993 wechselte Mild in die Schweiz zu Servette FC Genève, wo er auf Anhieb die Schweizer Meisterschaft feiern konnte. Im Sommer wurde er in die schwedische Nationalmannschaft für die Weltmeisterschaft 1994 berufen. Am Anfang nur Ergänzungsspieler, stand er ab dem Viertelfinale in der Startelf. Im Spiel um Platz drei gelang ihm sein einziger Turniertreffer, als er beim 4:0-Erfolg über Bulgarien in der 30. Spielminute das zwischenzeitliche 2:0 erzielte.
In seiner zweiten Spielzeit bei Servette blieb der Erfolg aus und im Sommer kehrte er zum IFK Göteborg zurück. Mit dem Verein konnte er seine vierte Meisterschaft feiern. Nach der erfolgreichen Titelverteidigung versuchte er sich 1996 erneut im Ausland.

### Nach Spanien und zurück
Mild heuerte 1996 bei Real Sociedad San Sebastián an. Zwei Jahre spielte er in Spanien und kam auf 49 Einsätze in der Primera División. Mit dem dritten Platz 1998 gelang das beste Ergebnis des Klubs in den 1990er Jahren. Dennoch kehrte Mild ein weiteres Mal zum IFK Göteborg zurück.
Seine erneute Rückkehr nach Schweden war nicht vom gleichen Erfolg gekrönt wie seine ersten beiden Aufenthalte beim Klub. Nach einem achten Platz 1998 und einem sechsten Tabellenrang 1999 gelang 2000 mit dem vierten Platz das beste Resultat.

### Nach England und zurück
Nachdem Mild bei der Europameisterschaft 2000 noch zweimal für Schweden zum Einsatz gekommen und in der Vorrunde ausgeschieden war, wechselte er nach England zum FC Wimbledon, der nach 14 Jahren Erstklassigkeit in die First Division abgestiegen war. Jedoch kam er in seiner ersten Spielzeit beim Klub auf nur neun Einsätze. Daher entschloss sich Mild kurz nach Beginn der zweiten Spielzeit, in der er bis dato ohne Einsatz geblieben war, zur abermaligen Rückkehr zum IFK Göteborg.
Mit seiner Unterstützung schaffte der Klub gerade noch den Klassenerhalt. Bis zum Saisonende 2005 spielte er noch für den Klub, nur durch kleinere Verletzungsprobleme unterbrochen. Am 11. Dezember 2005 trat er im Spiel um die Royal League gegen Lyn Oslo zum letzten Mal für seinen Verein an. Während der gesamten Dauer des Spiels wurde sein Name von den Anhängern Göteborgs gesungen.
Nach Saisonende übernahm er den Posten des Sportdirektors im Verein.

## Erfolge
- Weltmeisterschaftsdritter: 1994
- Schwedischer Meister: 1990, 1991, 1993, 1995, 1996
- Schwedischer Pokal: 1991